# Editorial Cruïlla
L'Editorial Cruïlla és una editorial catalana que es dedica a la publicació de llibres per a infants i joves des del doble vessant educatiu i literari, nascuda el 1984. L'empresa forma part del Grup SM.
Les dues col·leccions més destacades de l'editorial són El Vaixell de Vapor i Gran Angular. Totes dues van néixer lligades a la creació de premis literaris, que són els que tenen més dotació econòmica en literatura infantil i juvenil en català: el Premi de Literatura Infantil El Vaixell de Vapor i el Premi Gran Angular de Literatura Juvenil.
Cruïlla també ha traduït al català nombrosos llibres, sèries i autors de literatura infantil de renom internacional com Thomas Benzina (La Penya dels Tigres), Dav Pilkey (El Capità Calçotets) o Cressida Cowell (El Singlot Sardina III) entre d'altres.